# Шпангарренштетте
Шпангарренштетте (нім. Spahnharrenstätte) — громада в Німеччині, розташована в землі Нижня Саксонія. Входить до складу району Емсланд. Складова частина об'єднання громад Зегель.
Площа — 36,07 км2. Населення становить 1557 ос. (станом на 31 грудня 2021).